# Ruta Estatal de Nevada 292
La Ruta Estatal de Nevada 292, y abreviada SR 292 (en inglés: Nevada State Route 292) es una carretera estatal estadounidense ubicada en el estado de Nevada. La carretera inicia en el Sur desde la SR 140  hacia el Norte en la Línea fronteriza del estado de Oregón. La carretera tiene una longitud de 4,7 km (2.935 mi).

## Mantenimiento
Al igual que las autopistas interestatales, y las rutas federales y el resto de carreteras estatales, la Ruta Estatal de Nevada 292 es administrada y mantenida por el Departamento de Transporte de Nevada por sus siglas en inglés Nevada DOT.